# Chassey-le-Camp
Chassey-le-Camp è un comune francese di 327 abitanti situato nel dipartimento della Saona e Loira nella regione della Borgogna-Franca Contea.

## Società

### Evoluzione demografica
Abitanti censiti